# Primera División de baloncesto 1972-73
La temporada 1972-73 de la Liga Española de Baloncesto fue la decimoséptima edición de dicha competición. La formaron por primera vez 16 equipos equipos en un único grupo, jugando todos contra todos a doble vuelta. Los dos últimos clasificados descendieron directamente, mientras que los clasificados en los puestos 12, 13 y 14 disputaron la promoción junto al tercer, cuarto y quinto de la Segunda División, para determinar qué equipos jugarían la temporada siguiente en la máxima categoría. Comenzó el 29 de octubre de 1972 y finalizó el 27 de mayo de 1973. El campeón fue por decimoquinta vez el Real Madrid CF que ganó todos sus partidos.

## Equipos participantes
| Equipo                | Sede                   |
| --------------------- | ---------------------- |
| FC Barcelona          | Barcelona              |
| Real Madrid CF        | Madrid                 |
| SD Kas Vitoria        | Vitoria                |
| UDR Pineda            | Pineda de Mar          |
| Club Águilas          | Bilbao                 |
| Club Juventud         | Badalona               |
| C. D. Manresa         | Manresa                |
| CB Manresa            | Manresa                |
| CB Estudiantes        | Madrid                 |
| CE Mataró             | Mataró                 |
| CD Vasconia           | Vitoria                |
| CB San José Irpen     | Badalona               |
| Club Vallehermoso OJE | Madrid                 |
| CB Breogán            | Lugo                   |
| Picadero JC           | Barcelona              |
| RC Náutico            | Santa Cruz de Tenerife |

## Clasificación
| Pos. | Equipo                       | Pts. | PJ | G  | E | P  | GF   | GC   | Dif. | Clasificación o descenso             |
| ---- | ---------------------------- | ---- | -- | -- | - | -- | ---- | ---- | ---- | ------------------------------------ |
| 1    | Real Madrid (C)              | 90   | 30 | 30 | 0 | 0  | 2727 | 1824 | +903 | Clasificado para la Copa de Europa   |
| 2    | Juventud Schweppes           | 77   | 30 | 25 | 2 | 3  | 2471 | 1976 | +495 | Clasificado para la Copa Korać       |
| 3    | Barcelona                    | 68   | 30 | 22 | 2 | 6  | 2607 | 2023 | +584 | Clasificado para la Copa Korać       |
| 4    | Estudiantes Aguas Monteverde | 52   | 30 | 17 | 1 | 12 | 2339 | 2170 | +169 | Clasificado para la Recopa de Europa |
| 5    | Filomatic Picadero           | 45   | 30 | 15 | 0 | 15 | 2194 | 2081 | +113 | Abandono                             |
| 6    | Kas                          | 45   | 30 | 15 | 0 | 15 | 2452 | 2425 | +27  | Clasificado para la Copa Korać       |
| 7    | Manresa La Casera            | 43   | 30 | 14 | 1 | 15 | 2249 | 2182 | +67  |                                      |
| 8    | Pineda                       | 41   | 30 | 13 | 2 | 15 | 2068 | 2226 | −158 |                                      |
| 9    | Ignis Mataró                 | 37   | 30 | 12 | 1 | 17 | 2101 | 2384 | −283 |                                      |
| 10   | Vasconia                     | 36   | 30 | 12 | 0 | 18 | 2047 | 2119 | −72  |                                      |
| 11   | Vallehermoso                 | 34   | 30 | 11 | 1 | 18 | 2226 | 2398 | −172 |                                      |
| 12   | San José Irpen Rovilux       | 33   | 30 | 11 | 0 | 19 | 2007 | 2209 | −202 | Promoción de descenso                |
| 13   | Breogán Fontecelta           | 33   | 30 | 11 | 0 | 19 | 2091 | 2470 | −379 | Promoción de descenso                |
| 14   | Náutico                      | 31   | 30 | 10 | 1 | 19 | 2002 | 2210 | −208 | Promoción de descenso                |
| 15   | Manresa                      | 28   | 30 | 9  | 1 | 20 | 1899 | 2363 | −464 | Descenso                             |
| 16   | Águilas Schweppes            | 21   | 30 | 7  | 0 | 23 | 1853 | 2273 | −420 | Descenso                             |

 Fuente: Linguasport
Notas:
1. ↑  El Filomatic Picadero renunció a la categoría al finalizar la temporada

| Campeón 1972-73 |
| --------------- |
| Real Madrid     |

## Promoción de descenso
| Equipo 1                   | Agr.    | Equipo 2          | Ida   | Vuelta |
| -------------------------- | ------- | ----------------- | ----- | ------ |
| CD La Salle Josepets       | 126–166 | CB San José Irpen | 56–72 | 70–90  |
| CB Universidad de Canarias | 137–167 | CB Breogán        | 71–71 | 66–96  |
| RC Náutico                 | 2–0     | Real Canoe NC     |       |        |

## Máximos anotadores
| Pos. | Nombre              | Equipo | Puntos | Partidos | PPP  |
| ---- | ------------------- | ------ | ------ | -------- | ---- |
| 1.   | Alfredo Pérez       | BRE    | 697    | 30       | 23.2 |
| 2.   | Víctor Escorial     | PIC    | 682    | 30       | 22.7 |
| 3.   | Charles Thomas      | FCB    | 628    | 30       | 20.9 |
| 4.   | Alfonso Martínez    | MAT    | 498    | 24       | 20.7 |
| 5.   | José Luis Sagi-Vela | KAS    | 619    | 30       | 20.6 |
| 6.   | Gonzalo Sagi-Vela   | EST    | 573    | 28       | 20.5 |